# النضوج

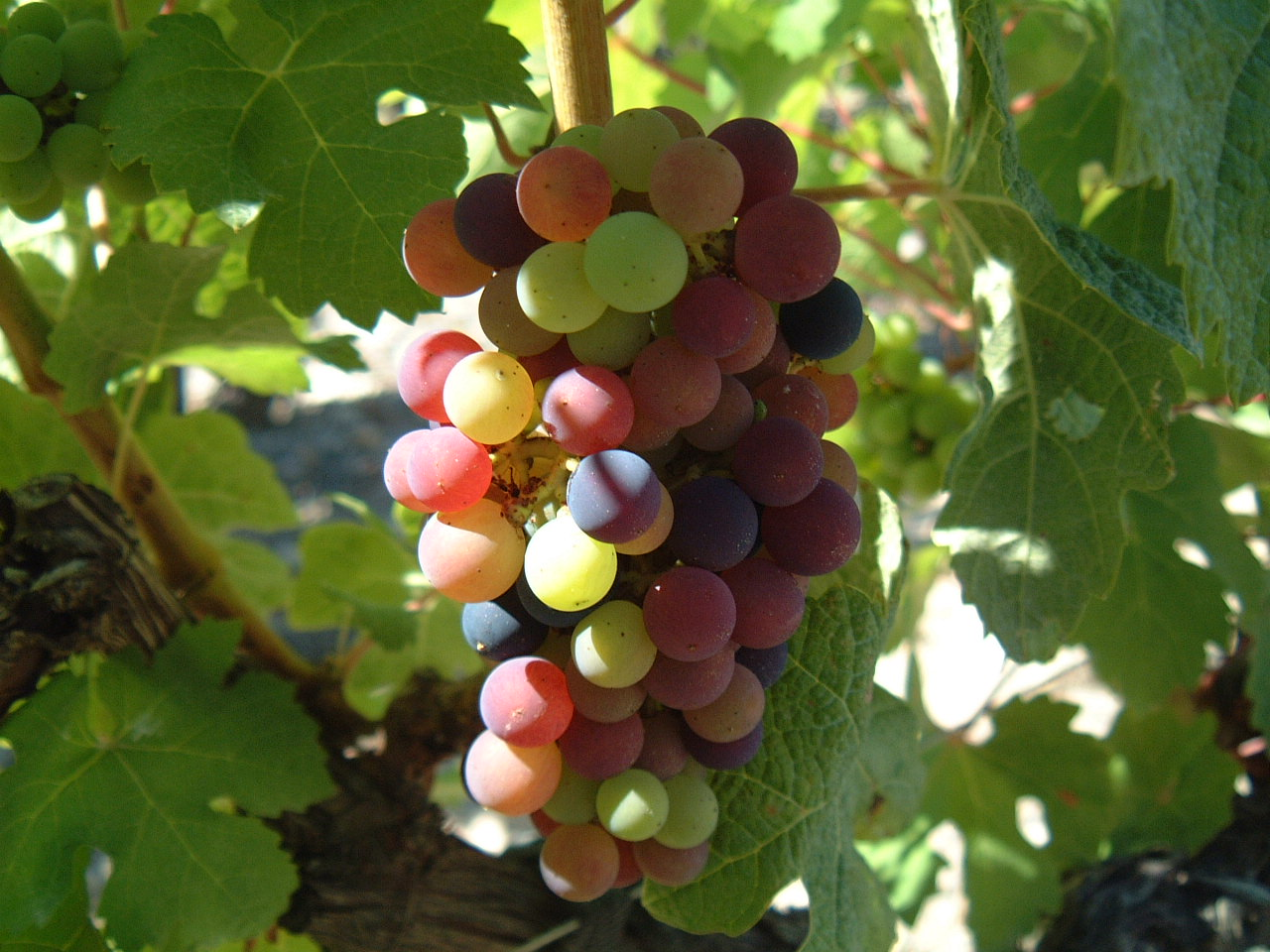
A bunch of Cabernet Sauvignon wine grapes at varying levels of ripeness

إن النضوج هو عملية في الثمار تجعلها أكثر استساغة. بشكل عام ، تصبح الثمرة أكثر حلاوة وأقل خضراء ولينة أثناء نضوجها. على الرغم من أن حموضة الفاكهة تزداد كلما نضجت ، فإن مستوى الحموضة الأعلى لا يجعل الفاكهة تبدو أكثر ضررًا. يُعزى هذا التأثير إلى نسبة حمض البريكس.

## العلوم
ينتج عن تطوير الثمار مركبات مثل القلويات والعفص. هذه المركبات هي مضادات تغذية، مما يعني أنها تثبط عزيمة الحيوانات التي قد تأكلها أثناء نضوجها. تُستخدم هذه الآلية للتأكد من عدم تناول الفاكهة قبل نضج البذور بالكامل. على المستوى الجزيئي، تُستخدم مجموعة متنوعة من الهرمونات والبروتينات النباتية المختلفة لإنشاء دورة تغذية مرتدة سلبية تحافظ على توازن إنتاج الإيثيلين مع نمو الفاكهة.

## عوامل النضوج
عوامل النضج تسرع النضج. عامل الإنضاج المهم هو الإيثيلين، وهو هرمون غازي تنتجه العديد من النباتات. تتوفر العديد من النظائر الاصطناعية للإيثيلين. حيث تسمح بقطف العديد من الثمار قبل النضج الكامل، وهو أمر مفيد لأن الثمار الناضجة لا يمكن تخزينها جيدًا. على سبيل المثال ، يتم قطف الموز عندما يكون أخضر وينضج صناعيًا بعد الشحن عن طريق تعريضه للإيثيلين.
يستخدم كربيد الكالسيوم أيضًا في بعض البلدان لإنضاج الفاكهة صناعيًا. عندما يتلامس كربيد الكالسيوم مع الرطوبة، فإنه ينتج غاز الأسيتيلين، والذي يشبه في تأثيره عامل النضج الطبيعي ، الإيثيلين. يسرع الأسيتيلين من عملية النضج. تستخدم المولدات التحفيزية لإنتاج غاز الإيثيلين ببساطة وأمان. يمكن استخدام مستشعرات الإيثيلين للتحكم الدقيق في كمية الغاز. تتوفر سلطانيات أو أكياس إنضاج الفاكهة المغطاة تجارياً. تزيد هذه الحاويات من كمية غازات الإيثيلين وثاني أكسيد الكربون حول الفاكهة، مما يعزز النضج.
تستمر الثمار ذروتها في النضوج بعد قطفها، وهي عملية يتم تسريعها بواسطة غاز الإيثيلين. يمكن أن تنضج الثمار التي لا تصل إلى سن ذروة النضج إلا على النبات وبالتالي يكون لها عمر افتراضي قصير إذا تم حصادها عندما تنضج.

## مؤشرات النضوج
يمكن استخدام اليود (I) لتحديد ما إذا كانت الثمار تنضج أو تتعفن من خلال إظهار ما إذا كان النشا في الفاكهة قد تحول إلى سكر. على سبيل المثال ، ستبقى قطرة من اليود على جزء فاسد قليلاً (وليس الجلد) من التفاحة صفراء أو برتقالية، لأن النشا لم يعد موجودًا. إذا تم وضع اليود واستغرق الأمر 2-3 ثوان ليتحول إلى اللون الأزرق الداكن أو الأسود ، فإن عملية النضج قد بدأت ولكنها لم تكتمل بعد. إذا أصبح اليود أسودًا على الفور ، فإن معظم النشا لا يزال موجودًا بتركيزات عالية في العينة ، وبالتالي لم تبدأ الفاكهة في النضج تمامًا.

## روابط خارجية
- Koning، Ross E. (1994). "Fruit Ripening". Plant Physiology Information Website. مؤرشف من الأصل في 2007-09-27.{{استشهاد ويب}}:  صيانة الاستشهاد: BOT: original URL status unknown (link)
- Oetiker، J.H.؛ Yang، S.F. (1995). "The role of ethylene in fruit ripening". Acta Horticulturae. ج. 398 ع. 398: 167–178. DOI:10.17660/ActaHortic.1995.398.17.
- Burg SP, Burg EA (مارس 1962). "Role of Ethylene in Fruit Ripening". Plant Physiol. ج. 37 ع. 2: 179–89. DOI:10.1104/pp.37.2.179. PMC:549760. PMID:16655629.
- Chu، Michael. "Fruit Ripening: Fruits which ripen after harvest". Cooking For Engineers. مؤرشف من الأصل في 2023-07-31.